# Lupinus hamaticalyx
Lupinus hamaticalyx är en ärtväxtart som beskrevs av Charles Piper Smith. Lupinus hamaticalyx ingår i släktet lupiner, och familjen ärtväxter. Inga underarter finns listade i Catalogue of Life.